# Hovahydrus
Hovahydrus là một chi bọ cánh cứng trong họ Dytiscidae.
Chi này được Biström miêu tả khoa học năm 1982.

## Các loài
Các loài trong chi này gồm:
- Hovahydrus minutissimus (Régimbart, 1903)
- Hovahydrus perrieri (Fairmaire, 1898)
- Hovahydrus praetextus (Guignot, 1951)
- Hovahydrus sinapi (Guignot, 1955)